# 베가본즈
베가본즈(VAGABONDS)는 2019년 싱글 《SVRFIN》으로 데뷔한 대한민국의 힙합 크루다.

## 음반
- SVRFIN (2019)
- SWERVIN (2019)